# Benoorden de Zuwepolder onder Waverveen
Het waterschap Benoorden de Zuwepolder onder Waverveen (Bewesten Bijleveld) was een waterschap in de Nederlandse provincie Utrecht, in de gemeente Vinkeveen en Waverveen. Het waterschap is al in 1868 opgegaan in Grootwaterschap de Ring der Ronde Venen.